# جون كريستوفر مولر
جون كريستوفر مولر (بالإنجليزية: John Christopher Moller)‏ هو ملحن أمريكي، ولد في 1755 في ألمانيا، وتوفي في 21 سبتمبر 1803 في نيويورك في الولايات المتحدة.

## وصلات خارجية
- جون كريستوفر مولر على موقع ميوزك برينز (الإنجليزية)
- جون كريستوفر مولر على موقع أول ميوزيك (الإنجليزية)
- جون كريستوفر مولر على موقع ديسكوغز (الإنجليزية)